# Estratégia no Shogi
Shogi, como no xadrez, pode ser dividido em abertura, meio jogo e fim de jogo, cada um exigindo uma estratégia diferente. A abertura consiste em organizar as peças numa defesa posicionando para o ataque, o meio jogo consiste na tentativa de romper as defesas do adversário enquanto mantém a sua e o fim de jogo começa quando a defesa de um dos lados for comprometida.

## Táticas
Muitas táticas (手筋 tesuji) do shogi são semelhantes às táticas do xadrez, envolvendo duplos, cravadas, espeto e outras técnicas, todas consideradas muito fortes quando usadas de maneira eficaz.
No entanto, outras táticas, principalmente as que envolvem reposição de peças, não têm paralelo no xadrez.

## Valor relativo da peça
As peças de shogi podem ser consideradas como tendo diferentes valores nas quais algumas são geralmente mais valiosas que outras. (Cf. valor relativo das peça de xadrez.)
Existem três grupos principais de avaliação: 
1. o rei tem um valor absoluto, já que o jogo é perdido se capturado.
2. as duas peças principais (com mais mobilidade) ( 大駒oogoma ): torre, bispo
3. as peças menores (小駒kogoma ): peão, lança, cavaleiro, prata, ouro

As peças menores podem ser agrupadas na seguinte hierarquia de avaliação:
ouro> prata> (cavaleiro, lança)> peão
Às vezes, as partes relativas são formalizadas com valores numéricos específicos. Isso é particularmente comum nas formalizações encontradas no computador shogi. Por exemplo, Reijer Grimbergen usa os seguintes valores relativos em uma formalização da Move Merit Analysis: 
| Peça   | Peça             | Valor |
| ------ | ---------------- | ----- |
| 歩     | peão             | 1     |
| 香, 桂 | lança, cavaleiro | 3     |
| 銀, 金 | ouro Prata       | 5     |
| 角     | bispo            | 8     |
| 飛     | torre            | 9     |
| 馬     | bispo promovido  | 12    |
| 龍     | torre promovida  | 13    |

Grimbergen observa que, diferentemente do xadrez, a avaliação das peças de shogi não é padronizada, pois diferentes jogadores discordam dos valores exatos.
Outra formalização usada pelo programa YSS 7.0 de 1997 teve os seguintes valores relativos: 
| Peça | Peça      | Valor | Peça na mão | Peça na mão      | Valor | Peça Promovida | Peça Promovida      | Valor |
| ---- | --------- | ----- | ----------- | ---------------- | ----- | -------------- | ------------------- | ----- |
| 歩   | peão      | 1,00  | 歩 手 駒    | peão na mão      | 1,15  | と             | peão promovido      | 4,20  |
| 香   | lança     | 4,30  | 香 手 駒    | lança na mão     | 4,80  | 杏             | lança promovida     | 6,30  |
| 桂   | cavaleiro | 4.50  | 桂 手 駒    | cavaleiro na mão | 5.10  | 圭             | cavaleiro promovido | 6,40  |
| 銀   | prata     | 6,40  | 銀 手 駒    | prata na mão     | 7,20  | 全             | prata promovida     | 6,70  |
| 金   | ouro      | 6,90  | 金 手 駒    | ouro na mão      | 7,80  | -              | -                   | -     |
| 角   | bispo     | 8,90  | 角 手 駒    | bispo na mão     | 11,10 | 馬             | bispo promovido     | 11,50 |
| 飛   | torre     | 10,40 | 飛 手 駒    | torre na mão     | 12,70 | 龍             | torre promovida     | 13,00 |

Kōji Tanigawa, Yasumitsu Satoh (佐藤 康 光) e Larry Kaufman sugerem os seguintes valores:  
| Peça | Tanigawa (1982) | Tanigawa (NHK 2006) | Satoh | Kaufman | Peça Promovida | Tanigawa (1982) | Tanigawa (NHK 2006) | Satoh | Kaufman |
| ---- | --------------- | ------------------- | ----- | ------- | -------------- | --------------- | ------------------- | ----- | ------- |
| 歩   | 1               | 1                   | 1     | 1       | と             | 12              | 6                   | 11    | 10      |
| 香   | 5               | 3                   | 6     | 4       | 杏             | 10              | 6                   | 11    | 9       |
| 桂   | 6               | 4                   | 6     | 5       | 圭             | 10              | 6                   | 11    | 9       |
| 銀   | 8               | 5                   | 10    | 7       | 銀             | 9               | 6                   | 11    | 8       |
| 金   | 9               | 6                   | 11    | 8       | -              | -               | -                   | -     | -       |
| 角   | 13              | 8                   | 17    | 11      | 馬             | 15              | 10                  | 20    | 15      |
| 飛   | 15              | 10                  | 19    | 13      | 龍             | 17              | 12                  | 22    | 17      |

Sob dois desses esquemas de avaliação, o peão, a lança e o cavaleiro promovidos têm um valor mais alto que um ouro, embora, quando promovidos, se movam da mesma forma que um ouro. A razão para isso é que eles retornarão aos seus valores menores quando capturados por um oponente, enquanto um ouro capturado dá ao oponente uma peça relativamente mais valiosa.
No entanto, Kaufman observa que a troca de um peão promovido por um ouro real costuma ser uma boa tática de ganho material em contradição com a relação implícita nos valores relativos desse peão promovido e ouro desse esquema.
Avaliação dos valores são usados para facilitar as trocas de peças. Por exemplo, se houver uma oportunidade de capturar dois ouros de um oponente desistindo de uma torre e um peão, usando o esquema de Kaufman, isso parece uma troca favorável (todos os demais iguais):
(ouro + ouro)> (torre + peão)
(8 + 8)> (13 + 1)
No entanto, isso não seria um bom negócio se a torre fosse promovida:
(ouro + ouro) < (dragão + peão)
(8 + 8) <(17 + 1)

## Castelos
| ☖ – \| \| 9 \| 8 \| 7 \| 6 \| 5 \| 4 \| 3 \| 2 \| 1 \| \| \| a \| \| \| \| \| \| \| \| \| \| 一 \| \| b \| \| \| \| \| \| \| \| \| \| 二 \| \| c \| \| \| \| \| \| \| \| \| \| 三 \| \| d \| \| \| \| \| \| \| \| \| \| 四 \| \| e \| \| \| \| \| \| \| \| \| \| 五 \| \| f \| \| \| \| \| \| \| \| \| \| 六 \| \| g \| \| \| \| \| \| \| \| \| \| 七 \| \| h \| \| \| \| \| \| \| \| \| \| 八 \| \| i \| \| \| \| \| \| \| \| \| \| 九 \| |    |    |    |    |    |    |    |    |    |    |
| ☗ – |    |    |    |    |    |    |    |    |    |    |
| | 9  | 8  | 7  | 6  | 5  | 4  | 3  | 2  | 1  |    |
| a | 91 | 81 | 71 | 61 | 51 | 41 | 31 | 21 | 11 | 一 |
| b | 92 | 82 | 72 | 62 | 52 | 42 | 32 | 22 | 12 | 二 |
| c | 93 | 83 | 73 | 63 | 53 | 43 | 33 | 23 | 13 | 三 |
| d | 94 | 84 | 74 | 64 | 54 | 44 | 34 | 24 | 14 | 四 |
| e | 95 | 85 | 75 | 65 | 55 | 45 | 35 | 25 | 15 | 五 |
| f | 96 | 86 | 76 | 66 | 56 | 46 | 36 | 26 | 16 | 六 |
| g | 97 | 87 | 77 | 67 | 57 | 47 | 37 | 27 | 17 | 七 |
| h | 98 | 88 | 78 | 68 | 58 | 48 | 38 | 28 | 18 | 八 |
| i | 99 | 89 | 79 | 69 | 59 | 49 | 39 | 29 | 19 | 九 |

No shogi, fortificações que protegem o rei são conhecidas como castelos. Existem muitos tipos de castelos e variações que podem ser usados, mas é essencial entender quais são úteis em cada situação e como compensar seus pontos fracos. Três castelos bastante usados estão listados abaixo.
O castelo yagura (Fortress castle) foi considerado por muitos como a posição defensiva mais forte nos anos 80.  Embora existam muitas variantes, uma estrutura comum do yagura é o kin yagura (Gold Fortress). A abertura yagura, na qual os dois jogadores adotam castelos do yagura, tem um rei fortemente protegido; uma linha bem fortalecida de peões; e o bispo, a torre e o peão apoiam um ataque posterior do prata ou do cavaleiro da torre. É notoriamente difícil quebrar com um ataque frontal, sendo mais fraco do lado. É normalmente usado contra aberturas de torre estática que envolvem o avanço do peão da torre. No entanto, o oponente pode adotar essa defesa com a mesma facilidade, dando vantagem a nenhum dos lados. O castelo yagura também pode ser usado contra oponentes do kaku kōkan shikenbisha(Bishop-Exchange Ranging Rook), e há uma variante do Yagura construída no lado direito do tabuleiro para usar com o ai-furibisha(Double Ranging Rook).
Uma posição defensiva que é considerada mais fácil para iniciantes, mas ainda popular entre os profissionais, é o castelo Mino . O rei é colocado em uma posição segura, enquanto os três generais trabalham bem para apoiar um ao outro. Isso geralmente é usado quando um jogador escolhe uma abertura de torre dinâmica em vez de uma abertura de torre estática.  No entanto, também é relativamente comum a variante de torre estática com Mino, construída no lado esquerdo do tabuleiro, para uso contra oponentes de torre estática ou torre dinâmica.

Um terceiro castelo comum usado frequentemente no shogi profissional é o castelo de Anaguma. Um jogador que utiliza a estratégia de torre dinâmica usa o Anaguma no lado direito. O resultado final colocará o rei na borda do canto onde a lança começa, defendida por dois generais de ouro e um de prata. Dessa forma, o rei não pode ser facilmente ameaçado por um cavaleiro ou por uma peça de longo alcance. 

## Sabaki
O substantivo japonês sabaki (捌 き; forma verbal: 捌 くsabaku ) é um termo artístico usado no shogi.
Seu significado é dependente do contexto.
Na abertura, sabaki geralmente significa simplesmente um bom desenvolvimento das peças em preparação para o jogo do meio.
No entanto, no meio do jogo, ele tem um significado mais sutil de desenvolver peças - especialmente peças principais (torre e bispo) - de maneira que elas sejam totalmente ativadas com suas linhas de ataque limpas para fins ofensivos. Em uma abertura de shogi, o desenvolvimento das peças geralmente resulta em peças agrupadas em configurações apertadas. Alcançar o sabaki é alterar a configuração limpando certas peças obstrutivas por meio de trocas de peças, para que as peças atacantes sejam dominantes no tabuleiro com a liberdade de movimento recém-obtida. Com relação às peças principais, isso geralmente é feito limpando as diagonais do bispo e as fileiras e colunas para a torre. Embora o termo esteja associado à liberação de peças em posições restritas, isso não significa escapar da posição restrita em uma defesa bem-sucedida. Pelo contrário, o termo refere-se ao desenvolvimento para atacar.
O termo sabaki, usado em go, tem um significado muito diferente.
No xadrez, um conceito semelhante às vezes é chamado de movimento ou manobra de liberação (como um intervalo para peões ). No entanto, no shogi, o conceito de sabaki geralmente envolve vários movimentos e várias peças. (Cf. termos do xadrez quebra e posição bloqueada . )

### Exemplo de Sabaki
| ☖ 銀 歩 \| \| 9 \| 8 \| 7 \| 6 \| 5 \| 4 \| 3 \| 2 \| 1 \| \| \| a \| \| \| \| \| \| \| \| \| \| 一 \| \| b \| \| \| \| \| \| \| \| \| \| 二 \| \| c \| \| \| \| \| \| \| \| \| \| 三 \| \| d \| \| \| \| \| \| \| \| \| \| 四 \| \| e \| \| \| \| \| \| \| \| \| \| 五 \| \| f \| \| \| \| \| \| \| \| \| \| 六 \| \| g \| \| \| \| \| \| \| \| \| \| 七 \| \| h \| \| \| \| \| \| \| \| \| \| 八 \| \| i \| \| \| \| \| \| \| \| \| \| 九 \| |    |    |    |    |    |    |    |    |    |    |
| ☗ 銀 歩 |    |    |    |    |    |    |    |    |    |    |
| | 9  | 8  | 7  | 6  | 5  | 4  | 3  | 2  | 1  |    |
| a | 91 | 81 | 71 | 61 | 51 | 41 | 31 | 21 | 11 | 一 |
| b | 92 | 82 | 72 | 62 | 52 | 42 | 32 | 22 | 12 | 二 |
| c | 93 | 83 | 73 | 63 | 53 | 43 | 33 | 23 | 13 | 三 |
| d | 94 | 84 | 74 | 64 | 54 | 44 | 34 | 24 | 14 | 四 |
| e | 95 | 85 | 75 | 65 | 55 | 45 | 35 | 25 | 15 | 五 |
| f | 96 | 86 | 76 | 66 | 56 | 46 | 36 | 26 | 16 | 六 |
| g | 97 | 87 | 77 | 67 | 57 | 47 | 37 | 27 | 17 | 七 |
| h | 98 | 88 | 78 | 68 | 58 | 48 | 38 | 28 | 18 | 八 |
| i | 99 | 89 | 79 | 69 | 59 | 49 | 39 | 29 | 19 | 九 |

Para um exemplo básico, nos diagramas adjacentes, a torre posicionada na coluna central (como nas aberturas da Torre Central ) é bloqueada por peões e seu movimento potencial é restringido pelas pratas dos dois jogadores. Para alcançar o sabaki, um ataque é iniciado no arquivo central com 1. P-55. O branco pega o peão com capturas subsequentes de ambas os pratas (1. . . Px55, 2. Sx55 Sx55, 3. Rx55). Após a captura final do prata do branco pela torre do preto, a torre agora tem caminhos claros de ataque (toda fileira do meio e coluna central), incluindo acesso à zona de promoção do branco, onde a torre pode se transformar em dragão. Observe que os peões e os pratas centrais foram simplesmente negociados fora do tabuleiro e colocados em mãos, não houve ganho ou perda material dessa troca neste exemplo simples. Outros exemplos podem envolver sacrifícios de peças para alcançar o sabaki.

## Abertura
A abertura do shogi é geralmente mais lenta que a do xadrez, devido ao tabuleiro maior e menos peças móveis. Mas como um rápido ataque deixará o território de um jogador aberto para reposicionar peças de ataque assim que as peças forem trocadas, o objetivo da abertura é construir defesas para o rei, normalmente movendo o rei para o lado em um castelo com três generais .  Deixar um rei em seu quadrado original (居 玉igyoku ou "rei sentado") é uma posição particularmente perigosa.  
| ☖ – \| \| 9 \| 8 \| 7 \| 6 \| 5 \| 4 \| 3 \| 2 \| 1 \| \| \| a \| \| \| \| \| \| \| \| \| \| 一 \| \| b \| \| \| \| \| \| \| \| \| \| 二 \| \| c \| \| \| \| \| \| \| \| \| \| 三 \| \| d \| \| \| \| \| \| \| \| \| \| 四 \| \| e \| \| \| \| \| \| \| \| \| \| 五 \| \| f \| \| \| \| \| \| \| \| \| \| 六 \| \| g \| \| \| \| \| \| \| \| \| \| 七 \| \| h \| \| \| \| \| \| \| \| \| \| 八 \| \| i \| \| \| \| \| \| \| \| \| \| 九 \| |    |    |    |    |    |    |    |    |    |    |
| ☗ – |    |    |    |    |    |    |    |    |    |    |
| | 9  | 8  | 7  | 6  | 5  | 4  | 3  | 2  | 1  |    |
| a | 91 | 81 | 71 | 61 | 51 | 41 | 31 | 21 | 11 | 一 |
| b | 92 | 82 | 72 | 62 | 52 | 42 | 32 | 22 | 12 | 二 |
| c | 93 | 83 | 73 | 63 | 53 | 43 | 33 | 23 | 13 | 三 |
| d | 94 | 84 | 74 | 64 | 54 | 44 | 34 | 24 | 14 | 四 |
| e | 95 | 85 | 75 | 65 | 55 | 45 | 35 | 25 | 15 | 五 |
| f | 96 | 86 | 76 | 66 | 56 | 46 | 36 | 26 | 16 | 六 |
| g | 97 | 87 | 77 | 67 | 57 | 47 | 37 | 27 | 17 | 七 |
| h | 98 | 88 | 78 | 68 | 58 | 48 | 38 | 28 | 18 | 八 |
| i | 99 | 89 | 79 | 69 | 59 | 49 | 39 | 29 | 19 | 九 |

Ambos os jogadores podem mover o peão da torre para frente (P-26) ou, mais comumente, avançar o peão acima e à direita do bispo (P-76). O primeiro é conhecido como abertura da torre e o segundo, abertura do bispo.
Com a abertura de um bispo, é comum trocar bispos fazendo um capturar o outro. Isso permite que cada jogador coloque seu bispo recém-capturado no jogo em qualquer lugar do tabuleiro, portanto é necessário tomar cuidado para evitar fraquezas na defesa, razão que pode permitir a reposição de um bispo. No entanto, não é vantajoso trocar bispos se o seu oponente tiver uma melhor configuração defensiva ou mais linhas de ataque. Além disso, fazer uma troca de bispo constitui perda de tempo, por isso não é aconselhável sem uma boa razão.
Muitos ataques de abertura comuns envolvem o avanço de prata e peões idealmente protegidos por outras peças. Como os pratas têm mais possibilidades de recuar, enquanto os ouro defendem melhor seus lados, as pratas são geralmente consideradas superiores como peças de ataque e os ouros como peças de defesa. É comum defender o rei com três generais, dois ouros e uma prata.
Como a defesa é muito importante e as peças de shogi são relativamente lentas, o jogo de abertura tende a ser muito mais longo que no xadrez,  geralmente com uma dúzia ou mais de movimentos para reforçar as defesas antes que o ataque inicial seja feito.
Durante muitas décadas, os jogadores profissionais japoneses inventaram vários jōseki , que determinam movimentos e sequências que são consideradas as melhores para uma situação específica. Ele também abrange um ramo de diferentes variações dentro de uma estratégia complexa, incluindo opções alternativas e as consequências que alguns movimentos podem trazer. 

As aberturas também são classificadas como aberturas de torre estática, onde a ofensa é suportada pela torre em sua posição original e aberturas de torre dinâmica, onde a torre se move para o centro ou para a esquerda do tabuleiro para apoiar um ataque, geralmente com a ideia de permitindo que o oponente ataque enquanto arranja uma melhor defesa e aponta para um contra-ataque.  No entanto, como peça mais poderosa do tabuleiro, a torre convida para o ataque e, na maioria dos casos, especialmente para jogadores mais fracos, é uma boa idéia manter o rei longe da torre.  mesma forma, a classificação Estática vs Dinâmica corresponde ao desenvolvimento do castelo: as posições da Torre Estática tendem a ter castelos no lado esquerdo do tabuleiro, enquanto as posições a Torre Dinâmica tendem a ter castelos no lado direito. 

## Meio de jogo
Jogadores profissionais de shogi tendem a avaliar o fluxo do jogo, ou seja, a sequência de movimentos que levam à posição atual e seu provável desenvolvimento, muito mais do que jogadores de xadrez.
Como os peões atacam de frente e não podem se defender, eles tendem a se perder no início do jogo, fornecendo munição para esses ataques. Soltar um peão atrás das linhas inimigas, promovendo-o para um tokin (general de ouro) e soltar um segundo peão imediatamente atrás do tokin para que eles se protejam um ao outro faz um forte ataque; ameaça toda a defesa do oponente, e oferece pouco valor ao oponente se o ataque falhar e as peças forem capturadas.
Jogadores acostumados no xadrez costumam fazer pouco uso de reposições,  mas isto é metade do jogo. Se um jogador tiver mais do que algumas peças capturadas na mão, é provável que ataques de queda estejam sendo ignorados. No entanto, é aconselhável manter um peão na mão e, frequentemente, trocar peças, se necessário, para conseguir um.  Comparado com jogadores internacionais de xadrez, os jogadores de shogi têm mais chances de sacrificar peças, mesmo as poderosas, se a captura resultante puder ser devolvida ao jogo para um propósito específico. 
As peças de ataque podem facilmente ficar presas atrás das linhas inimigas, já que o oponente costuma soltar um peão em um quadrado protegido para cortar a linha de retirada. Por esse motivo, as torres, que podem recuar em apenas uma direção, geralmente são mantidas a uma distância segura nas partes iniciais do jogo e usadas para apoiar ataques de peças mais fracas. No entanto, uma vez que o jogo se abre, uma torre promovida é uma peça especialmente mortal atrás das linhas inimigas.
O avanço do peão da lança pode abrir a lateral do tabuleiro para o ataque. Portanto, quando um jogador avança um peão da lança, é comum, embora não obrigatório, que o oponente responda avançando o peão oponente, a fim de evitar complicações mais tarde no jogo. Também permite que o rei escape se for atacado pelo lado.

## Fim de jogo
O colapso da defesa de um lado marca o início do fim de jogo. Depois que um jogador rompe as linhas inimigas, o rei do oponente pode ser facilmente preso por suas próprias peças. Uma tática defensiva de última hora comum é abrir a linha de peões para permitir que o rei escape. Os reis são mais difíceis de fazer xeque-mate em campo aberto, especialmente se o oponente não tiver muitas peças de longo alcance em jogo.
No fim de jogo, tudo se resume a uma corrida sobre quem pode capturar (mate) o oponente primeiro. Uma técnica conhecida como contagem de velocidade desempenha um papel importante no final do jogo. Contando o número de jogadas até o xeque-mate (supondo que o oponente não consiga se mover) para preto e branco, isso ajudará a influenciar as decisões sobre atacar ou defender. Um simples erro pode mudar o fluxo do jogo drasticamente. Entre isso, existem muitos outros fatores delicados a serem observados no fim de jogo, incluindo ataques com sacrifícios e armadilhas.
Um jogador preparado para o fim de jogo é fortalecido através de treinamento de tsume e brinkmate .